# Schule von Brighton

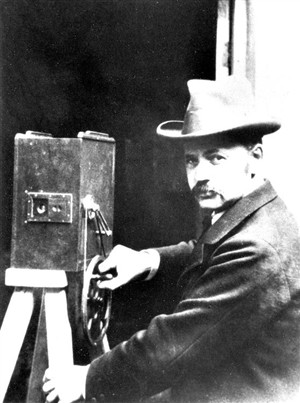
James Williamson, einer der führenden Vertreter der „Schule von Brighton“

Als Schule von Brighton (engl.: Brighton School; frz.: L'école de Brighton) wird eine Gruppe britischer Filmpioniere bezeichnet, die sich nahe dem Seebad Brighton niedergelassen hatte. Die zwischen 1896 und 1910 hergestellten Kurzfilme dieser Filmemacher zählen zu den bedeutendsten der frühen Filmgeschichte und trugen maßgeblich zur Entwicklung der Filmmontage bei. 

## Definition
Der Begriff der „Schule von Brighton“ wurde in den 1940er Jahren von dem französischen Filmhistoriker Georges Sadoul in einer Studie über die Entwicklung der Filmtechniken im Vereinigten Königreich geprägt. Für Sadoul liegt die Bedeutung der „Schule von Brighton“ darin, dass sie die Filmmontage, die gefilmte Verfolgungsjagd, parallele Handlungen, einen gewissen sozialen Realismus und Außenaufnahmen eingeführt und etabliert hat. Allerdings bildete diese Schule keine künstlerische Bewegung mit gemeinsamer Zielsetzung, doch standen die Mitglieder dieser Gruppe in engem Kontakt untereinander und beeinflussten sich gegenseitig in ihrer Arbeit. 
Zu den Mitgliedern der „Schule von Brighton“ zählen George Albert Smith, James Williamson, William Friese-Greene, Alfred Darling und Esmé Collings, die alle in Brighton sowie dem benachbarten Hove über mehrere Jahre als Filmemacher aktiv waren. Der gebürtige Amerikaner Charles Urban, der in London über seine Warwick Trading Company die Filme von Smith und Williamson vertrieben hatte, wird ebenfalls zu dieser Gruppe gezählt.

## Geschichte
Die Geschichte der Filmproduktion in Brighton begann im Sommer 1896, wenige Monate nachdem die Brüder Lumière ihren Cinématographe in London vorgestellt hatten. Neben den Filmpionieren Robert W. Paul und Birt Acres, die das Seebad Brighton als Schauplatz für ihre Filme ausgewählt hatten, begann auch der in Hove ansässige Fotograf Esmé Collings mit der Erstellung eigener Filme. Er drehte zahlreiche Filme in Brighton, von denen aber nur drei heute noch bekannt sind.
Unterstützt wurde Collings bei seinen Arbeiten von dem Ingenieur Alfred Darling, der in Brighton ein Geschäft für fotografisches Zubehör betrieb. Darling sollte zum Initiator der „Schule von Brighton“ werden. Er verkaufte Ende des Jahres 1896 Geräte an James Williamson, einem Drogisten und Amateurfotografen, und George Albert Smith, der sich in Hove einen Namen als Vorführer der Laterna magica einen Namen gemacht hatte.
Während sich Collings bereits 1897 aus dem Filmgeschäft wieder zurückgezogen hatte, entwickelten sich Smith und Williamson zu den einflussreichsten Regisseuren der frühen britischen Filmgeschichte. Williamson gab 1898 seine Drogerie auf und konzentrierte sich auf die Filmarbeit, Smith richtete bereits 1897 ein Filmlabor ein, das auch von seinen Weggefährten genutzt wurde. Auch Elizabeth Hawkins-Whitshed, als Mrs. Aubrey Le Blond eine der ersten britischen Filmregisseurinnen, und Charles Urbans Warwick Trading Company zählten zu Smiths Kunden. 1899 errichtete George Albert Smith das erste Filmstudio in Hove.
Zu Beginn des neuen Jahrhunderts bildete Brighton und Hove George mit Albert Smith und James Williamson ein wichtiges Zentrum der jungen britischen Filmindustrie. In den frühen Jahren waren Smith und Williamson vor allem als Pioniere des Filmtricks bekannt, ihre Arbeiten gelten als Gegenstücke zu den Filmen Georges Méliès’. Ab 1900 zeigten dagegen ihre Filme die Entwicklung filmischer Techniken, die als erzählerische Mittel eingesetzt wurden. Durch die Kombination verschiedener Einstellungen konnten Smith und Williamson zunehmend komplexe Handlungen erzählen, ihre Filme trugen mit dazu bei, den unsichtbaren Schnitt als die wichtigste Montagetechnik des klassischen Films zu etablieren. Weitere Innovationen, die in den Filmen der Schule von Brighton erkennbar waren, sind die Parallelmontage, der Gegenschnitt und die Großaufnahme.
1905 zog William Friese-Greene von London nach Brighton. Friese-Greene hatte von 1888 bis 1891 zusammen mit Esmé Collings Fotogeschäfte in Brighton, London und Bath betrieben, zog sich aber aus dem gemeinsamen Unternehmen zurück, um sich auf die Konstruktion von Filmkameras zu konzentrieren. Friese-Greene zog nach Brighton, um William Norman Lascelles Davidson bei dessen Versuchen mit der Farbfotografie zu assistieren. Zeitgleich zu Davidson begann George Albert Smith mit der Entwicklung eines eigenen Farbfilmsystems, das er 1906 unter dem Namen Kinemacolor patentierte. Nach der Vermarktung von Kinemacolor durch Charles Urban kam es 1914 zu einem Rechtsstreit zwischen Friese-Greene und Smith über die Urheberschaft des ersten erfolgreichen Farbfilmsystems, bei dem Smith vor Gericht unterlag. Smith zog sich daraufhin endgültig aus dem Filmgeschäft zurück.
Bereits 1910 hatte James Williamson, der sich 1907 mit der Filmproduktionsfirma Wiliamson & Co. selbstständig gemacht hatte, die Produktion von Spielfilmen eingestellt. Somit war zu Beginn des Ersten Weltkriegs kein Mitglied der „Schule von Brighton“ mehr aktiv in der den Kinderschuhen entwachsenen britischen Filmindustrie.